# Didymella hyporrhodia
Didymella hyporrhodia är en svampart som beskrevs av Sacc. 1881. Didymella hyporrhodia ingår i släktet Didymella, ordningen Pleosporales, klassen Dothideomycetes, divisionen sporsäcksvampar och riket svampar.   Inga underarter finns listade i Catalogue of Life.